# IATF 16949
IATF 16949:2016은 자동차 산업 공급망 및 조립 공정에서 결함 예방과 변형 및 낭비 감소를 강조하면서 지속적인 개선을 제공하는 품질 관리 시스템 개발을 목표로 하는 기술 사양이다. ISO 9001 표준을 기반으로 하며 1999년 6월에 첫 번째 버전인 ISO/TS 16949:1999가 발표되었다. 2016년 10월에는 두 번째 버전인 IATF 16949:2016가 발표되었다.
이 표준은 IATF(International Automotive Task Force)와 ISO의 "기술 위원회"에 의해 작성되었다. 이는 품질 관리 시스템에 대한 국가별 규정의 일관성을 확보하기 위한 것이다.
100개 이상의 기존 자동차 제조업체 중 약 30%가 표준 요구 사항을 준수하지만, 특히 대규모 아시아 제조업체는 기업 그룹 및 공급업체의 품질 관리 시스템 차별화로 인해 별도의 요구 사항을 준수한다.
IATF 16949는 자동차 관련 제품의 설계/개발, 생산, 해당하는 경우 설치 및 서비스에 적용된다.
요구 사항은 공급망 전체에 적용되도록 작성되었다. 자동차 조립 공장은 초기에 IATF 16949 [인증]을 취득하도록 권장된다.